# Tepidarium

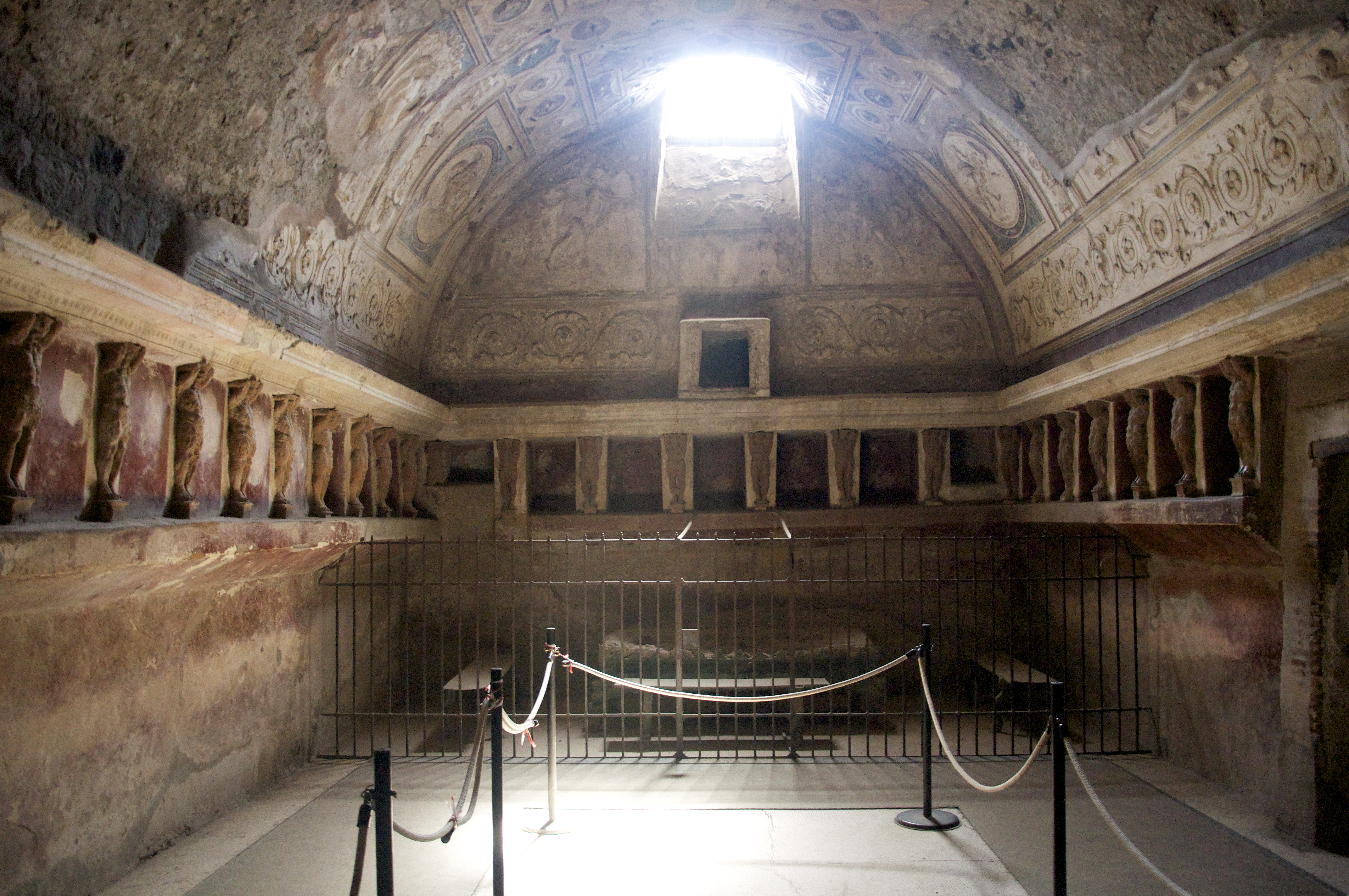
Tepidarium en los baños públicos del Foro, Pompeya.

El tepidarium, palabra proveniente del latín tepidus, era el cuarto de baños tibios (de tepidus) de los baños romanos, calentados mediante el sistema del hipocausto, calefacción debajo del piso.
Hay un ejemplo interesante en Pompeya. Este fue cubierto con una bóveda de cañón semicircular, adornada con relieves en estuco y alrededor del cuarto una serie de hendiduras cuadradas u hornacinas separadas por telamones. 
El tepidarium en las termas romanas era el gran recinto central redondo que agrupaba el resto de espacios y que daba la clave de los planos de las termas. Era probablemente la sala donde se agrupaban los bañistas antes de pasar por los distintos baños calientes (caldaria) o tomar el baño frío (frigidarium). El tepidarium era pues adornado con los mármoles y los mosaicos más ricos; recibía su luz a través de las ventanas del claristorio, por los lados, desde el frente y en la parte posterior y parece haber sido la estancia en la que eran colocados los tesoros más finos del arte. Así, en las termas de Caracalla, el Hércules Farnesio y el Toro Farnesio, los dos gladiadores, los sarcófagos de basalto verde, ahora en la Ciudad del Vaticano, y numerosos otros tesoros, fueron encontrados durante las excavaciones por Pablo III de 1546 y transportados a la Ciudad del Vaticano y al museo de Nápoles.